# Herbrand

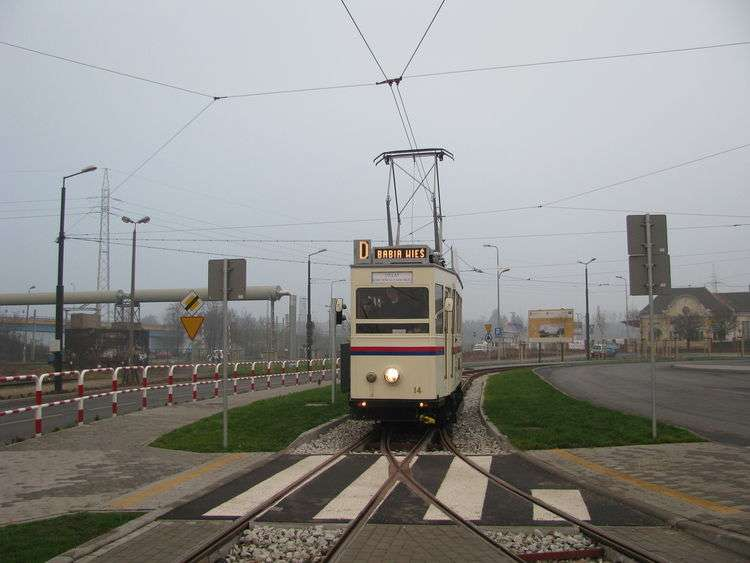
Herbrand VNB-125 w Bydgoszczy (2013)

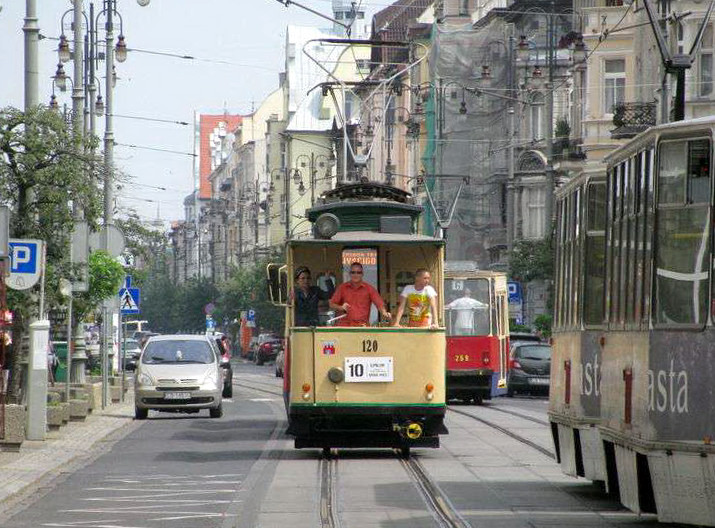
Herbrand GE-58 w Bydgoszczy (2013)

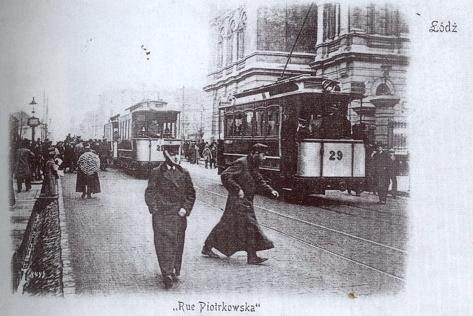
Herbrand na ulicy Piotrkowskiej w Łodzi (kartka pocztowa)

Herbrand, P. Herbrand & Cie. – niemiecki producent wagonów w Kolonii w dzielnicy Ehrenfeld powstały w 1866 roku.

## Historia
Fabryka P. Herbrand & Cie. w Kolonii-Ehrenfeld została założona we wrześniu 1866 roku przez Petera Herbranda, który wcześniej zarządzał producentem wagonów Talbot & Herbrand w Akwizgranie. Zakłady produkcyjne znajdowały się pomiędzy Venloer Straße 427, Herbrandstraße i bezpośrednio przylegającą linią kolejową, tj. z bezpośrednim połączeniem torów z linią kolejową Kolonia – Akwizgran. Obecie w pomieszczeniach tych znajduje się zakład gastronomiczny.
Herbrand budował wagony towarowe, osobowe i tramwajowe w normalnych i wąskich rozstawach. Klientami firmy były koleje państwowe w Niemczech (zamawiały głównie pojazdy pocztowe i bagażowe), od 1877 roku koloński operator tramwajów konnych Ernst Hardt, pobliscy operatorzy małych kolejek, tacy jak Bergheimer Kreisbahn, Geilenkirchener Kreisbahn i Euskirchener Kreisbahnen, a także operatorzy tramwajów z całych Niemiec i kraje sąsiednie.
Herbrand wyprodukował między innymi części mechaniczne pierwszych komercyjnie eksploatowanych tramwajowych wagonów silnikowych i wagonów doczepnych lokalnej kolei Mödling – Hinterbrühl (SB Tw 1–15) oraz Frankfurt-Offenbacher Trambahn-Gesellschaft (FOTG). Wyposażenie elektryczne wagonów FOTG pochodziło z Siemens & Halske.
W 1881 roku pożar zniszczył hale fabryczne, zdołano je jednak wkrótce odbudować. W 1889 roku przedsiębiorstwo zostało przekształcone w spółkę akcyjną pod firmą Waggonfabrik Aktien-Gesellschaft vorm. P. Herbrand & Cie., Köln-Ehrenfeld. W tym czasie przedsiębiorstwo zatrudniało 480 pracowników; dwa lata później było ich już 700. W 1917 przedsiębiorstwo zostało wcielone do Linke-Hofmann-Werke Aktiengesellschaft.
Fabryka wagonów Herbrand budowała tramwaje zasilane bateryjnie już w 1887 roku. Siegburger Kreisblatt poinformował 20 kwietnia 1887 roku o pierwszej jeździe próbnej w Kolonii.
Przeniesienie sąsiedniej linii kolejowej między 1913 a 1923 roku na groblę, bocznica bezpośrednia nie była już dostępna. Zakłady produkcyjne zostały zamknięte w 1928 roku.